# Mostra internazionale dell'aeronautica e dello spazio di Berlino

Eurocopter Tiger dell'Esercito Tedesco all'ILA 2006

La mostra internazionale dell'aeronautica e dello spazio di Berlino (in tedesco Internationale Luft- und Raumfahrtausstellung), noto anche come ILA dalle iniziali in tedesco, è un'importante manifestazione internazionale di presentazione di materiali aeronautici e spaziali. Ha sede in Germania nella sezione sud dell'Aeroporto di Berlino-Schönefeld e viene organizzato ogni due anni. Ricorre negli anni pari e precede di pochi giorni la Mostra internazionale e esposizione di volo di Farnborough.
Il salone di Berlino è organizzato dall'ente che riunisce le industrie tedesche del settore (Bundesverband der Deutschen Luft- und Raumfahrtindustrie e.V. - BDLI) e dalla Messe Berlin GmbH. Si prefigge lo scopo di presentare i prodotti aeronautici militari e civili ai potenziali acquirenti.

## Storia
La prima edizione della mostra si tenne a Francoforte nel 1909, e per questa ragione la manifestazione si vanta di essere stata la prima della storia al mondo. Dopo il primo ILA, seguendo l'idea del costruttore aeronautico August Euler, nell'aprile del 1910 molti club aeronautici si unirono per formare l'Associazione dei Piloti tedeschi. Subito dopo, venne fondata a Francoforte l'Associazione dei costruttori aeronautici tedeschi che stabilì forti legami con l'ILA e si trasformò nella BDLI che tuttora organizza l'evento.
Nel periodo antecedente alla prima guerra mondiale l'ILA si tenne a Berlino nel 1912 e più tardi nel 1928.
Quando la Germania riacquistò la sovranità aerea dopo la fine della seconda guerra mondiale, nel 1955 si iniziò a organizzare una "Mostra internazionale del viaggio aereo" che poi si tenne nel 1957 presso l'Aeroporto di Hannover-Langenhagen come parte della fiera campionaria di Hannover. Dopo quella data, l'evento venne organizzato per i successivi trenta anni, inizialmente con il nome di "Mostra dell'aviazione tedesca". L'esposizione venne progressivamente aperta a espositori dall'estero e nel 1978 riprese la denominazione con tre lettere, ILA, utilizzata nel 1909. Nel 1992, dopo la caduta del muro di Berlino, venne deciso di riportare il salone al suo luogo di nascita, Berlino.
Il salone, nella sua veste attuale, include sezioni relative a aviazione commerciale, aerospazio, aviazione militare e tecnologie militari, apparati aeronautici, motori, aviazione generale e elicotteri.

## ILA 2006
L'edizione del 2006 della Mostra ha infranto tutti i record precedenti. Furono registrati più di 250.000 visitatori (+25% rispetto ai 201.500 del 2004) tra il 16 e il 21 maggio, inclusi 115.000 visitatori "commerciali" (105.000 nel 2004). Sono stati firmati contratti e joint venture da miliardi, circa 340 aeromobili in esposizione, alcuni dei quali in anteprima e il maggior numero di delegazioni e conferenze di sempre. Gli espositori furono 1014, da 42 paesi (987 da 42 paesi nel 2004), appartenenti a tutti i settori dell'industria aerospaziale.
Diverse migliaia di esperti da tutto il mondo hanno partecipato alle conferenze - più di 90. Circa 4100 giornalisti da 70 paesi hanno garantito la copertura mediatica dell'evento.
L'ILA 2006 ha enfatizzato l'importante ruolo che la Germania ricopre nel settore aerospaziale. Hans-Joachim Gante, Chief Executive della BDLI, ha affermato: "Siamo diventati uno dei pochi settori che crescono sostenibilmente in Germania, grazie soprattutto alle nostre forze innovatrici. Questo è stato dimostrato a ILA 2006, ormai diventato, e internazionalmente riconosciuto, come luogo d'incontro per l'industria. Questa è stata una grande opportunità per l'industria aerospaziale tedesca per dimostrare che è tra le prime al mondo".
Gli espositori hanno espresso la loro soddisfazione per i dibattiti, i contatti e gli accordi commerciali siglati alla mostra. In particolare la decisione di rendere la Russia nazione partner è stata molto fruttuosa. La Russia era ben rappresentata e ha potuto stabilire numerosi contatti".
A conclusione dell'evento, Stefan Grave, Project Director della Fiera di Berlino, ha riassunto: "ILA 2006 ha sottolineato la sua importanza superiore come piattaforma commerdiale europea per questo settore, continuando comunque a dimostrare grande attrattiva per il pubblico. I visitatori commerciali e il pubblico generale sono rimasti affascinati dai prodotti high-tech in mostra. Un numero finora ineguagliato di persone ha visitato l'Airbus A380, una grandiosa esposizione internazionale e la Space Hall.
Molte importanti delegazioni hanno partecipato, specialmente durante i tre giorni dedicati ai visitatori commerciali. Oltre al ministro federale dell'economia Michael Glos, l'ILA 2006 è stata visitata anche dal ministro della Difesa, Franz-Josef Jung, dal ministro dell'interno Wolfgang Schäuble, dal ministro dei trasporti Wolfgang Tiefensee, dal ministro dell'ufficio del Cancelliere Dr. Thomas de Maizière e dai vertici dei governi del Brandeburgo e di Berlino, Matthias Platzeck e Klaus Wowereit.
La Bundeswehr, le forze armate tedesche, erano rappresentate in forze: il capo delle forze armate, Wolfgang Schneiderhan ha partecipato a ILA2006, così come i vertici cell'aeronautica e dell'esercito, Klaus-Peter Stieglitz e Hans-Otto Budde. Vi erano anche i rappresentanti dei ministeri di paesi stranieri, accompagnati da delegazioni di alto rango. Tra di essi vi era il ministro russo Sergei Schoigu, i ministri della difesa olandese, greco, sloveno, albanese , il ministro dei trasporti francese e il ministro dell'industria ucraino e altri 70 parlamentari da 17 paesi europei.
ILA2006 è stato organizzato congiuntamente da l'associazione che rappresenta l'industria aerospaziale tedesca "Bundesverband der Deutschen Luft- und Raumfahrtindustrie (BDLI) e.V." e dalla Fiera di Berlino.

## Berlin Air Show ILA 2008
L'ILA del 2008 si è svolto tra il 27 maggio e il 1º giugno presso la tradizionale sede posta nella sezione sud dell'Aeroporto di Berlino-Schönefeld, che assumerà la futura denominazione di Berlin Brandenburg International Airport (BBI). Il cancelliere della Germania Angela Merkel ha inaugurato il salone ed ha rivolto un saluto particolare agli operatori provenienti dall'India, paese scelto come nazione partner della edizione 2008. Nel corso della manifestazione si sono avute speciali celebrazioni per il 60mo anniversario del Ponte aereo per Berlino avvenuto durante la guerra fredda. Per l'occasione sono stati invitati molti veterani inglesi e statunitensi che avevano partecipato alle operazioni aeree.